# Tokyo Jukebox
Tokyo Jukebox — студийный альбом американского гитариста Марти Фридмена, вышедший в 2009 году. Продюсировал альбом он же. Диск, в отличие от предыдущих, полностью ориентирован на японскую аудиторию и выполнен в жанре Instrumental Metal.

## Список композиций
1. Tsume Tsume Tsume / Maximum the Hormone
2. Gift / Mr. Children
3. Amagigoe / Sayuri Ishikawa
4. Story / Ai
5. Polyrhythm / Perfume
6. Kaeritaku Natta yo / Ikimono-gakari
7. TSUNAMI / Southern All Stars
8. Yuki no Hana / Mika Nakashima
9. Eki / Мария Такэути
10. Sekai ni Hitotsu dake no Hana / SMAP
11. Romance no Kamisama / Kohmi Hirose
12. Ashita e no Sanka / Alan